# Tritaxys braueri
Tritaxys braueri là một loài ruồi trong họ Tachinidae.